# Heinrich Ferdinand Wilhelm von Nickisch und Roseneck
Heinrich Ferdinand Wilhelm von Nickisch und Roseneck (auch Nickisch von Rosenegk) (geb. 24. April 1736 in Groß Krutschen (Schlesien); gest. 4. November 1801 in Mühlrädlitz, Kreis Lüben, Provinz Schlesien) war ein preußischer Landrat und Landschaftsdirektor.

## Herkunft
Heinrich Ferdinand Wilhelm von Nickisch und Roseneck war der Sohn von Sylvius Ferdinand von Nickisch (1710–1748), Erbherr auf Konradswaldau und Landesdeputierter in Oels und dessen Ehefrau Barbara Henriette (1716–1761), geb. Freiin von Kottwitz.

## Werdegang
Heinrich Ferdinand besuchte zunächst von 1753 bis 1756 die Ritterakademie in Liegnitz, bevor er sich 1756 für ein Jahr an der Universität Halle für ein Studium der Rechte, der Weltweisheit und der Geschichte einschrieb. Nach Ende des Studiums wandte er sich der Landwirtschaft zu. 1760 wurde er Kreisdeputierter und im Februar 1764 trat er die Nachfolge von Hans Friedrich Gottlob von Kreckwitz als Landrat des Kreises Lüben an. Von 1770 bis 1775 amtierte er als Landschaftsdirektor in den Fürstentümern Liegnitz und Wohlau. Im Jahr 1795 wurde er auf seinen Wunsch hin vom Amt als Landrat des Kreises Lüben verabschiedet, sein Nachfolger wurde Carl George Friedrich von Seidl.

## Persönliches
Heinrich Ferdinand Wilhelm von Nickisch und Roseneck war Erbherr auf Mühlrädlitz und Kuchelberg. Er war seit dem 13. August 1758 in Heinersdorf mit Johanna Eleonore Ernestine (1737–1817), geb. Freiin von Richthofen, einer Tochter des Diprand Oswald von Richthofen (1712–1761) und der Kunigunde Juliane (1709–1746), geb. von Heintze und Weißenrode, verheiratet. Der gemeinsame Sohn Ernst Heinrich Gottlieb von Nickisch und Roseneck war von 1800 bis 1821 ebenfalls Landrat des Kreises Lüben.
Johanna Eleonore Ernestine von Richthofen war seit dem 21. Juli 1758 Besitzerin des von ihrem Vater im Jahr 1747 erworbenen Gutes Mühlrädlitz im Wert 33.600 Talern.